# Platan javorolistý v Opavě
Platan javorolistý  v Opavě je památný strom - platan javorolistý (Platanus × acerifolia, syn. Platanus × hispanica) stojící nedaleko Historické výstavní budovy Slezského zemského muzea (tj. u Slezského zemského muzea) v sadech U Muzea v části Město v Opavě. Nachází se v pohoří Opavská pahorkatina v okrese Opava v Moravskoslezském kraji.

## Další informace
Platan javorolistý v Opavě největším platanem v Opavě. Památkově chráněný je od 25. července 2015.
| Dendrologické údaje z roku 2015 |                                                                    |
| Výška stromu:                   | 30 m                                                               |
| Obvod kmene ve výčetní výšce:   | 6,34 m                                                             |
| Stáří stromu:                   | V blízkosti vstupu do Slezského zemského muzea. Stáří cca 110 let. |
| Ochranné pásmo stromu:          | dle zákona                                                         |

Strom, který je celoročně volně přístupný, se také nachází na trase Naučné stezky Městskými parky Opavy.

## Galerie

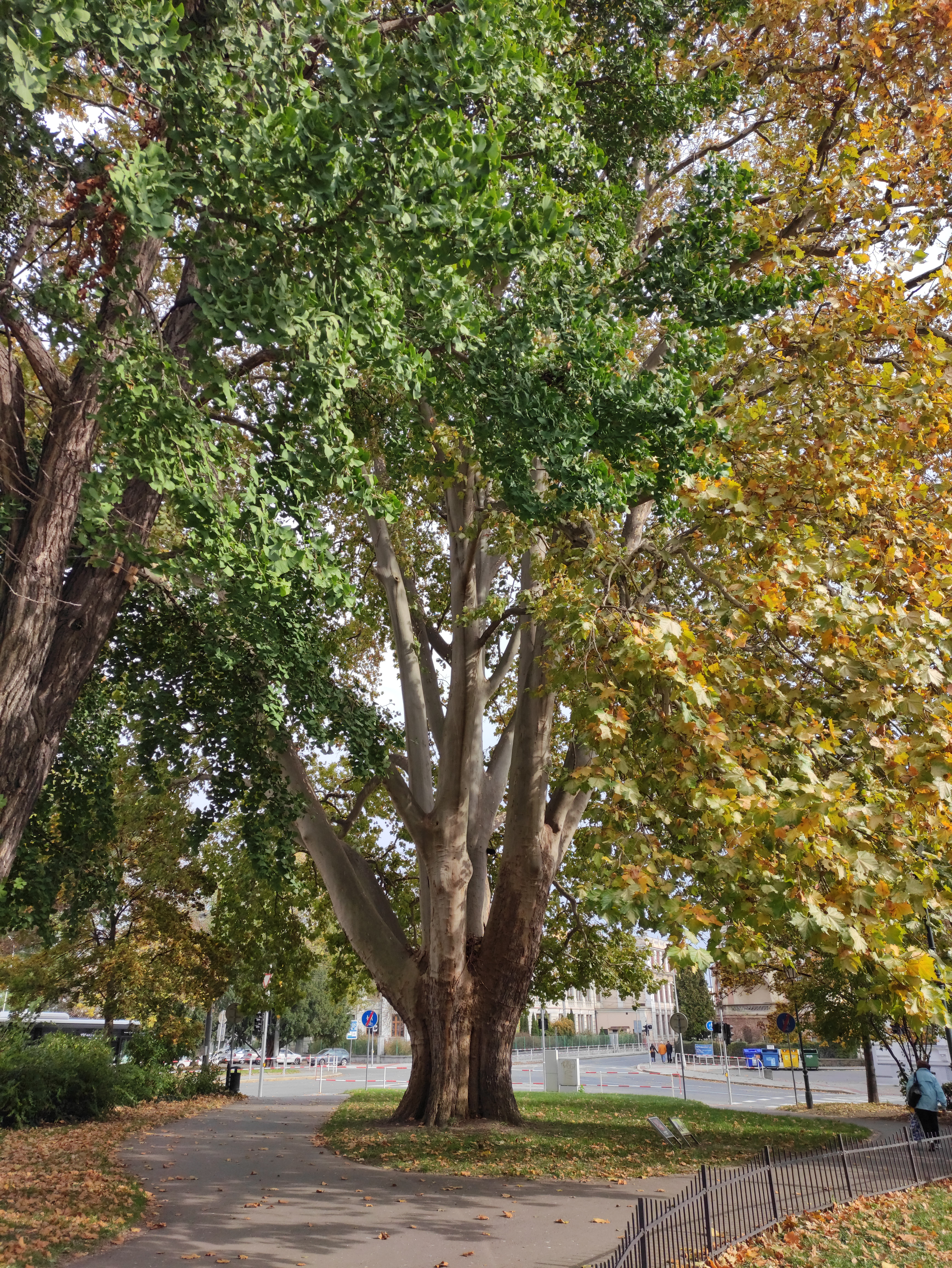
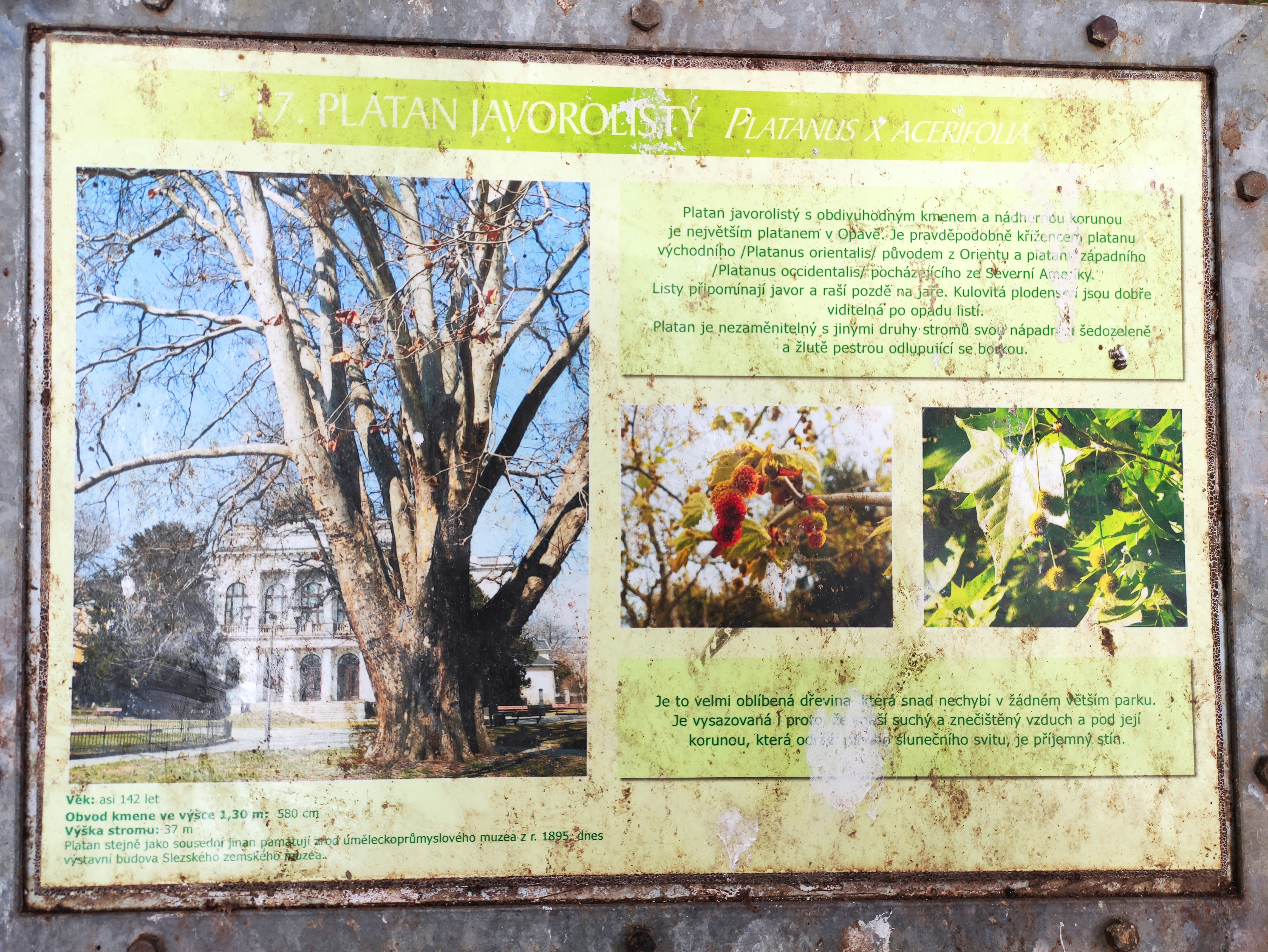